# Pilar (Surigao del Norte)
Pilar (Bayan ng Pilar) är en kommun i Filippinerna. Kommunen ligger på ön Mindanao, och tillhör provinsen Surigao del Norte. Folkmängden uppgår till 8 401 invånare.
Pilar är indelat i 15 barangayer.